# Josef Kriehuber
Josef Kriehuber (født 14. december 1800 i Wien, død 30. maj 1876 sammesteds) var en østrigsk tegner, maler og litograf.
Kriehuber, der var elev af Wien-akademiet, vandt snart ry for sine portrætter. Han blev hofmaler, professor og akademisk Rath. I portrætfaget har han malet (i vandfarve og olie), tegnet og litograferet; særlig hans originallitografier har gjort ham berømt både ved deres kunstneriske værd, kulturhistoriske betydning og imponerende mængde; man regner, at hans portrætter (der omfatter den politiske, kunstneriske, bureaukratiske og militære verdens fineste navne) alt i alt går op til over de syv tusinde; blandt hans litograferede portrætter findes bland andre Schwind, Radetzky (1849), Gade, Liszt og Berlioz. Han malede også landskaber; et par sådanne ses i Wiens Galeri.